# 546 aC
El 546 aC va ser un any del calendari romà prejulià. A la República Romana i a l'Imperi, era conegut com a any 208 ab urbe condita. L'ús del nom «546 aC» per referir-se a aquest any es remunta a l'alta edat mitjana, quan el sistema Anno Domini va ser el mètode de numeració dels anys més comú a Europa.

## Esdeveniments
- L'Imperi Aquemènida conquereix l'Àsia Menor.[2]
- Cresos, rei de Lídia, es troba amb l'exèrcit de Cir el Gran que entrava al país. Va lliurar una batalla de resultat incert i l'endemà els perses no van presentar batalla. Els lidis, que tenien un exèrcit inferior en nombre, es van retirar a Sardes per reclutar noves tropes i esperar ajut dels aliats. Va enviar ambaixadors a demanar els ajuts mentre Cir continuava avançant i es va presentar davant Sardes. La cavalleria lídia va ser totalment derrotada i Cir va assetjar la ciutat.[3]
- Destruït el regne de Lídia per Cir II el Gran, els bitinis van quedar subjectes a Pèrsia, i el territori va formar part de la satrapia de Frígia. Es va crear una satrapia que no se sap si només la formava Bitínia o comprenia altres territoris.[4]
- Segons Heròdot, Cresos va ser capturat viu i tirat a les flames junt amb 14 joves lidis com a sacrifici als déus perses. Els fets llegendaris recollits per Heròdot i altres diuen que una tempesta va apagar el foc i llavors Cir el va considerar sota protecció divina i el va agafar per amic i conseller i li va donar el govern de Barene, prop d'Ecbàtana.[5]